# Sitakunda
Sitakunda (en bengali : সীতাকুণ্ড) est une upazila du Bangladesh située dans le district de Chittagong. En 2001, on y dénombrait 335 178 habitants.

## Économie
Le chantier de démolition navale de Chittagong, fondé dans les années 1970, fournit environ la moitié de l'acier du Bangladesh.